# X. Alfonz kasztíliai király
X. Alfonz vagy Bölcs Alfonz (Toledo, 1221. november 23. – Sevilla, 1284. április 4.) a Burgundiai-házból származó kasztíliai és leóni király 1252-től haláláig.

## Élete
III. (Szent) Ferdinánd (1199–1252) kasztíliai és leóni király fia és utóda, az édesanyja III. Ferdinánd első felesége, a Hohenstaufen–családból származó, Kasztíliában Beatrixnek nevezett Erzsébet (1202–1235) volt, Sváb Fülöp (1177–1208) német-római királynak és Irene Angelinának (1181–1208) a leánya.
Édesapja halála után örökölte a Kasztíliai Királyságot.

### Német királlyá választása
1257. április 1-jén II. Arnold trieri érsek – a szász herceg és a brandenburgi őrgróf egyetértésével – választotta meg Frankfurtban Cornwalli Richárd ellenében. Megválasztásában az is közrejátszott, hogy édesanyja a német Hohenstaufen-családból származott.
Alfonz sohasem járt Németországban, ám Richárd halála után követeket küldött a pápához, hogy ismerje el királyságát és tiltsa meg az új választást. Habsburg Rudolf 1273-as trónra emelését követően sem lépett vissza, és végül csak X. Gergely pápa nyomatékos felszólítására mondott le – 1275 nyarán – mind a német királyi címről, mind a sváb hercegségre támasztott igényéről.

### Kasztíliai uralkodása
X. Alfonz – édesapjához hasonlóan – rendkívül kiemelkedő uralkodó volt a királyságok történetében. Eredményesen harcolt a mórok ellen: 1262-ben Cádizt foglalta vissza tőlük, 1264-ben Jerez de la Fronterát. Azonban az uralkodó nem csak kiváló hadvezér volt. A nagyon művelt király fejeztette be a kasztíliai törvénygyűjteménynek – az apja által megkezdett – összeállítását, támogatta általában is a jogászok munkáját, és fontosnak tartotta a városok fejlődését. Bőkezűen támogatta a tudományos életet is, az arab nyelvű tudományos munkák lefordítását. A király rangos költő volt, őt tartják a kasztíliai nemzeti irodalom megalapítójának, az udvarában használatos nyelvből alakult ki a modern kasztíliai spanyol nyelv.
Bőkezűen támogatta a csillagászatot is. 
40 000 aranyat fordított a csillagászat fejlesztésére. 
A ptolemaioszi bolygótáblázatokat kijavíttatta.
Felesége Aragóniai Jolán (1236–1301) volt, a Barcelonai-házból származó, I. (Hódító) Jakab (1208–1276) aragóniai királynak és második feleségének, Árpád-házi Jolánnak (1236–1301) a lánya.
Halálakor a kisebbik fia, Sancho (1257–1295) lett az utóda – ő IV. Sancho kasztíliai és leóni király –, mert Sancho bátyja, Ferdinánd infáns (Fernando de la Cerda) már 1275-ben meghalt, és bár az infánsnak voltak férfi leszármazottjai is, a trónt Sanchónak sikerült megszereznie.
X. Alfonz volt az első, aki a kasztíliai spanyolt hivatalossá tette, és kiadott műveivel megkezdte annak sztenderdizálását.

## Emlékezete
- Emlékét őrzi Móra Ferenc Királyok föld felett és föld alatt című elbeszélése (megjelent a Túl a Palánkon című kötetben).

## Külső hivatkozások
- http://www.homar.org/genealog/
- https://web.archive.org/web/20080202123946/http://www.genealogie-mittelalter.de/
- Alfonso X de Castilla y León, at Cancioneros Musicales Españoles[halott link].